# Дистанційно-успадковуваний граф
В теорії графів дистанційно-успадковуваний граф (або цілком сепарабельний граф) — це граф, у якому відстані в будь-якому зв'язному породженому підграфі такі самі, як і в початковому графі. Таким чином, будь-який породжений підграф успадковує відстані більшого графу.
Дистанційно-успадковувані графи назвав і вперше вивчив Говорка (Howorka), хоча вже 1970 року Олару і Сакс (Olaru, Sachs) для еквівалентного класу графів показали, що клас містить досконалі графи.
Вже деякий час було відомо, що дистанційно-успадковувані графи складають клас графів перетинів, але модель перехрещення не була відомою, поки її не дали Іоан і Пауль (Gioan, Paul, 2012).

## Визначення та опис
Оригінальне визначення дистанційно-успадковуваного графу — це граф G, такий, що, якщо будь-які дві вершини u і v належать зв'язному породженому підграфу H графу G, то деякий найкоротший шлях, що з'єднує u і v в G, має бути в підграфі H, причому відстань між u і v в H має бути такою ж, як у G.
Дистанційно-успадковувані графи можна описати кількома іншими еквівалентними способами:
- Це графи, в яких будь-який породжений шлях є найкоротшим.
- Це графи, в яких будь-який цикл довжини щонайменше п'ять має дві або більше діагоналей і в яких будь-який цикл довжини рівно п'ять має щонайменше одну пару діагоналей, що перетинаються.
- Це графи, в яких будь-який цикл довжини п'ять і більше має щонайменше одну пару діагоналей, що перетинаються.
- Це графи, в яких для будь-яких чотирьох вершин u, v, w і x щонайменше дві з трьох сум відстаней d(u,v)+d(w,x), d(u,w)+d(v,x) и d(u,x)+d(v,w) рівні.
- Це графи, в яких немає ізометричних підграфів будь-якого циклу довжини п'ять і більше або будь-якого з трьох інших графів: 5-циклу з однією хордою, 5-циклу з двома хордами, що не перетинаються і 6-циклу з хордою, що сполучає протилежні вершини.

Три операції, за допомогою яких можна побудувати будь-який дистанційно-успадковуваний граф

- Це графи, які можна створити з однієї вершини за допомогою послідовності трьох операцій (показаних на ілюстрації):
  1. Додавання нової висячої вершини, з'єднаної одним ребром з наявною вершиною графу.
  2. Заміна будь-якої вершини графу парою вершин, кожна з яких має тих самих сусідів, що й видалена вершина. Нова пара вершин називається двійнятами.
  3. Заміна будь-якої вершини графу парою вершин, кожна з яких має тих самих сусідів, що й видалена вершина, а також іншу вершину з пари. Нова пара вершин називається близнюками.
- Це графи, які можна повністю розкласти на кліки і зірки (повні двочасткові графи K1,q) за допомогою розщеплювальної декомпозиції[en] . У такому розщепленні отримують розклади графу на дві підмножини, такі, що розбивні ребра, які утворюють повний двочастковий підграф, формують два менших графи заміною кожного боку двочасткового графу вершинами з рекурсивним розщепленням цих двох підграфів[6].
- Це графи, які мають одиничну рангову ширину, де рангова ширина графу визначається як мінімум максимального рангу за всіма ієрархічними поділами вершин серед певних підматриць матриці суміжності графу, визначених поділом[7].

## Зв'язок з іншими сімействами графів
Будь-який дистанційно-успадковуваний граф є досконалим, точніше, цілком упорядковуваним графом. Будь-який дистанційно-успадковуваний граф є також парним графом, графом, у якому будь-які два шляхи між однією і тією ж парою вершин мають одночасно або парну довжину, або непарну. Будь-який парний степінь дистанційно-успадковуваного графу G (тобто граф G2i, утворений з'єднанням пар вершин на відстані, що не перевищує 2i в G) є хордальним графом.
Будь-який дистанційно-успадковуваний граф можна подати як граф перетинів хорд у колі, тобто як коловий граф. Це можна показати, побудувавши граф за допомогою додавання висячих вершин, «двійнят» і «близнюків», формуючи при цьому на кожному кроці набір хорд, що утворює граф. Додавання висячої вершини відповідає додаванню хорди поруч з кінцем наявною хорди так, що нова хорда буде перетинати тільки цю хорду. Додавання «двійнят» відповідає заміні хорди двома паралельними хордами, що перетинають один і той самий набір хорд. Додавання «близнюків» відповідає заміні хорди двома майже паралельними перетинними хордами, які перетинають один і той самий набір інших хорд.
Дистанційно-успадковуваний граф є двочастковим тоді і тільки тоді, коли в ньому немає трикутників. Двочастковий дистанційно-успадковуваний граф можна побудувати з єдиної вершини додаванням тільки висячих вершин і «двійнят», оскільки будь-які «близнюки» утворюють трикутник, а операції додавання висячої вершини і «двійнят» зберігають двочастковість.
Графи, які можна побудувати з єдиної вершини додаванням висячих вершин і створенням «близнюків» без операції створення «двійнят», є окремими випадками птолемеєвих графів і включають блокові графи. Графи, які можна створити з єдиної вершини створенням «двійнят» і «близнюків», але без додавання висячих вершин, — це кографи, які є, таким чином, дистанційно-успадковуваними. Кографи — це точно незв'язне об'єднання дистанційно-успадковуваних графів з діаметром 2. Окіл будь-якої вершини дистанційно-успадковуваного графу є кографом. Транзитивне замикання орієнтованого графу, утвореного вибором будь-якого набору орієнтацій ребер будь-якого дерева, є дистанційно-успадковуваним. Окремий випадок, у якому дерево орієнтоване в напрямі від деякої вершини, утворює підклас дистанційно-успадковуваних графів, відомий як тривіально досконалі графи, який також називають хордальними кографами.

## Алгоритми
Дистанційно-успадковувані графи можна розпізнати й розкласти на послідовність висячих вершин і операцій подвоєння за лінійний час.
Оскільки дистанційно-успадковувані графи досконалі, деякі оптимізаційні задачі можна розв'язати за поліноміальний час, хоча ці задачі NP-складні для загальніших класів графів. Отже, можна за поліноміальний час знайти максимальну кліку або незалежну множину в дистанційно-успадковуваному графі або знайти його оптимальне розфарбування. Оскільки дистанційно-успадковувані графи є коловими графами, вони успадковують алгоритми з поліноміальним часом для колових графів. Наприклад, можна визначити за поліноміальний час деревну ширину будь-якого колового графу, а отже й будь-якого дистанційно-успадковуваного графу. Крім того, клікова ширина будь-якого дистанційно-успадковуваного графу не перевищує трьох. Як наслідок, за теоремою Курселя, для багатьох задач на цих графах існують ефективні алгоритми на основі динамічного програмування.
Деякі інші задачі оптимізації на дистанційно-успадковуваних графах можна розв'язати ефективно за допомогою алгоритмів, спеціально розроблених для таких графів. Як показали де Атрі та Москаріні, мінімальна зв'язна домінівна множина (або, еквівалентно, кістяк із максимально можливим числом листків) на дистанційно-успадковуваних графах можна знайти за поліноміальний час. Гамільтонів граф або гамільтонів шлях будь-якого дистанційно-успадковуваного графу можна знайти за поліноміальний час.